# Инцидент у добар час
Инцидент у добар час или Ликвидација јаничарског корпуса, који је током историје Отоманског царства имао улогу преторијанске страже, био је први и главни задатак владавине султана Махмуда II између 1808. и 1826. године.

## Настанак јањичара
Султан Мурат I је основао трупе око 1363. године, у време велике експанзије Османског царства. У почетку су биле формиране од немуслимана, поготово хришћанске младежи и ратних заробљеника, што је била пракса преузета од Мамелука. Јаничари су постали прва османска стајаћа војска, замењујући снаге које су се углавном састојале од племенских ратника којима се није могло веровати у погледу оданости и морала. Штавише, за сваког слободног турског ратника било је испод части да буде пешак.
Почетком 17. века, јаничарски корпус престао је да функционише као елитна војна сила и постао је привилегована наследна класа, а њихово изузеће од плаћања пореза учинило их је веома неповољним у очима осталог становништва. Број јаничара порастао је са 20.000 у 1575. на 135.000 у 1826, око 250 година касније. Многи нису били војници, али су и даље прикупљали плате од царства, како је налагао корпус, јер је имао ефективни вето на државу и допринео сталном пропадању Османског царства. Сваки султан који је покушао да умањи њихов статус или моћ одмах је или убијен или свргнут.

## Престанак постојања
Непосредно након ликвидације јаничарског корпуса, уништена је Акерманска конвенција и Руско-турски рат (1828—1829) у којем је Отоманско царство претрпео је страшан пораз непознат у историји. Следеће Једренски мир (1829), Хатишериф из 1829. године, Хатишериф из 1830. године, Босански устанак (1831-1832), Ункјар-Искелесијски уговор и Хатишериф из 1833. године. Грчка постаје независна.
Мехмед паша и Ибрахим ага и претходно регрутовани "плаћеници" отворили су артиљеријску ватру на побуњене јањичаре и уништили њихове куће са земљом, усмртивши око 1000 јањичара у судару. У наредних неколико дана, групе заробљених јањичара доведене су у седиште "побуњеника", који су одмах погубљени на лицу места. Јаничари, спашени од крваве покоље, тражили су сигурност у оближњој Београдској гори, али султанови људи су их опколили и, спаљивањем вегетације на све стране, живо спалили.
За јавну изградњу, као и за пропаганду новог отоманског поретка, праћеног реформама, остали живи вође јаничарске побуне, или једноставно такви, обешени су јавно и импровизовано. Последњих 200 јањичара су задављени ратним законима и њихова тела бачена у масовну гробницу.
Раније су "реформатори" покренули гласине да су јаничари као Јевреји поступали с зеленашима, изнудама, пљачкама и сводницима. Поред тога, оптужени су да се пресвлаче у кафићима и кафанама, а криви су за војне неуспјехе Османског царства током посљедњих 50 година. Век касније, Отоманско царство је остало у историји.
Почетком ове године 1826. основана је Матица Српска.

## Галерија
- Мустафа Кемал Ататурк као јаничар, Софија, 1914.
- Јањичарски мускетар
- Депикција јањичара (1)
- Депикција јањичара (2)
- Депикција јањичара (3)
- Депикција јањичара (4)
- Депикција јањичара (5)
- Депикција јањичара из Јањине (Грчка).
- Слика која представља регрутацију јањичара на Балкану.
- Депикција кувара јањичара.
- Депикција јањичара (6)
- Униформа јањичара.
- Слика јањичара са лавом.